# Tomb Raider: The Last Revelation
Tomb Raider: The Last Revelation je čtvrtá hra v sérii Tomb Raider. Tu vyvinula společnost Core Design a vydala Eidos Interactive. Byla určena pro platformy PC, PlayStation a Sega Dreamcast.

## Příběh
Příběh začíná v minulosti, kdy je Laře Croftové 16 let a je doprovázena svým učitelem, světoznámým rakouským archeologem Wernerem Von Croyem. Její první dobrodružná cesta začíná v chrámu Angkor Wat, v Kambodži, kde se snaží najít tajemný artefakt "Iris." Avšak, cesta končí neštěstím a Lara je donucena opustit svého průvodce, aby si zachránila vlastní život. Příběh pokračuje v současnosti v Egyptě (celá hra se odehrává v jedné zemi, na rozdíl od jiných her v sérii), Lara Croft odhaluje starobylou hrobku, ve které byl uvězněn obávaný egyptský bůh Sutech. Lara jej neúmyslně osvobodí a dostane se do smrtícího závodu s časem, aby oživila boha, který jej zastaví dříve než apokalypsa postihne Zemi. Von Croy se stává novým Lařiným protivníkem, protože je sám posedlý Sutechem a dělá vše podstatně složitější. Lara cestuje přes Egypt, aby posbírala části brnění boha Hóra, za účelem zničení Sutecha. Ty se nacházejí v Pharosu, Chrámu Isis, Chrámu Poseidona a v Kleopatřiných palácích. Lara tyto části spojí (Amuletem Hóra) v Chrámu Hóra, aby nakonec porazila svého protivníka. Avšak dříve než mohl být Hórus přivolán, Sutech přijde a zničí brnění, shozením amuletu do vody. Lara jej okamžitě získá zpět a opouští chrám, jehož vchod uzavře amuletem. Musí jej nechat na místě, aby zůstal Sutech uvězněný na věčnost. Jakmile dosáhne východu z chrámu, těžce zraněná je konfrontována s Von Croyem. Z obavy, že může být stále posedlý, není ochotna se chytit jeho ruky a tak padá do temnoty.